# 船田義昌
船田 義昌（ふなだ よしまさ）は、鎌倉時代から南北朝時代にかけての武将。新田義貞の執事。『梅松論』では｢一人当千｣と形容されている。

## 略歴
『太平記』では、元弘元年（1331年）から始まった元弘の乱で義貞が大番役として上洛し、河内で挙兵した楠木正成討伐のため、鎌倉幕府軍に従い千早城の戦いに参陣した折、義昌は義貞と共に計略を巡らせ護良親王と接触し北条氏打倒の綸旨を受領したとある。元弘3年/正慶2年（1333年）、徴税のため新田荘を訪れた御内人黒沼彦四郎と出雲介池田親連の二人が義貞に捕縛された際、義貞は彦四郎を処刑したが親連は幽閉した。『新田足利両家系図』には、親連は義昌と同族であったため義昌が助命を嘆願したと記述されている。
同年5月、義貞が遂に幕府打倒を掲げ挙兵すると義昌もよく義貞を補佐した。『太平記』によると、幕府滅亡時に北条一門の塩田国時・藤時・俊時父子が自刃した際、その家臣である狩野重光が主人の具足や太刀、財宝といった遺品を強奪し円覚寺に隠していたことを聞きつけた義昌が重光を捕縛し処刑したほか、14代執権北条高時の嫡男邦時を匿っていた御内人五大院宗繁が邦時の所在を義昌へ密告した際、宗繁の不忠を不快に思いつつも邦時を捕縛し処刑するなど、義昌は幕府残党の掃討を指揮を執った。
建武2年（1335年）8月、北条時行が挙兵した中先代の乱を契機に足利尊氏が建武政権から離脱すると、義貞は尊氏追討軍の事実上の総大将となった。出陣に先立ち義昌は義貞の命で、京にある足利氏の邸宅三条坊門殿に向かい、縁起かつぎに鏑矢を三本射て、邸宅の中門の柱を切り落とした。東海道を下る討伐軍であったが、尊氏自ら出陣した箱根・竹ノ下の戦いで大敗すると西へ敗走した。途中、天竜川に浮橋をかけて渡る際、『太平記』では綱が千切れて橋が壊れ、義貞と義昌は互いに手を組み飛び越えたという。一方、『梅松論』での天竜川渡河の件では義昌は登場していない。
建武3年（1336年）1月16日、足利軍に制圧された京都の奪還を目指した戦いで、新田軍は足利方の細川定禅の計略に翻弄され敗退する。この京都奪回を巡る戦いで義昌は戦死した。
かつての新田荘の一部、群馬県桐生市新里町新川には義昌が再建したと伝えられる善昌寺がある。この寺には「義貞の首塚」というものがあり、越前藤島で戦死した義貞の首を家臣が故郷に持ち帰り、義昌が受けとり供養したという伝説がある。

## 関連作品
- 太平記（1991年、演：花王おさむ）